# Baggetorp
Baggetorp – miejscowość (tätort) w Szwecji, w regionie administracyjnym (län) Södermanland. Większa część (81 ha) tätortu Baggatorp leży w granicach gminy Vingåker, mniejsza część (4 ha) należy do sąsiedniej gminy Katrineholm.
Miejscowość położona jest w zachodniej części prowincji historycznej (landskap) Södermanland pomiędzy jeziorami Kolsnaren i Viren, ok. 10 km na zachód od Katrineholm przy drodze krajowej nr 52 w kierunku Vingåker.
Baggetorp rozwinęło się jako osada kolejowa przy otwartej w 1875 stacji na linii Västra stambanan (Sztokholm – Göteborg). Dokonywano tutaj m.in. przeładunku marmuru wydobywanego w okolicy Marmorbyn. Stacja kolejowa została zamknięta w 1967.
W 2010 Baggetorp liczyło 502 mieszkańców, z czego 494 w granicach gminy Vingåker oraz 4 w granicach gminy Katrineholm.